# Nazi Boni
Nazi Boni, né le 1er juillet 1912 à Bouan, mort le 16 juin 1969 à Ouagadougou, est un homme politique issu de la Haute-Volta. Il est également considéré comme le premier écrivain de son pays, le Burkina Faso.

## Biographie

### Enfance et études
Après des études à Ouagadougou, il sort instituteur de l'École normale de Dakar. Directeur d'école en Haute-Volta et en Côte d'Ivoire, il est ensuite professeur à Bingerville.
Représentant de l'Union Voltaïque, il est élu en 1951 à l'Assemblée nationale française.
Nazi Boni est un panafricaniste convaincu ; il est l'un des cofondateurs du Parti pour le regroupement africain. Son engagement lui vaut d'être exilé de 1960 à 1966.

### Ouvrages
Il écrit en 1962 Le Crépuscule des temps anciens, dans le courant de la négritude. Le roman aborde le thème de la guerre du Bani-Volta. Son essai Histoire synthétique de l'Afrique résistante a été publié à titre posthume en 1971.

## Décès
Il meurt le 16 juin 1969 dans un accident de la circulation à Sakoinsé alors qu'il se rendait à Ouagadougou pour une conférence.

## Hommage
Son nom a été donné à l'université Nazi-Boni à Bobo-Dioulasso.